# Uniwersytet w Lusace
Uniwersytet w Lusace – uniwersytet w mieście Lusaka, stolicy Zambii. Został ustanowiony przez Ministerstwo Edukacji w 1999 roku, zaś rozpoczął swą działalność w 2007 roku pod nazwą Institute of Corporate Training and Applied Research (ICTAR).